# Mohamed Zouaoui
Mohamed Zouaoui (Mahdia, ...) è un attore tunisino attivo in Italia e all'estero. Ha ottenuto il Globo d'oro al miglior attore rivelazione nel 2011.

## Biografia
Nato a Mahdia, in Tunisia, e figlio di un ex insegnante, è stato una promessa del calcio tunisino, giocando nelle varie categorie giovanili fino all'età di 18 anni nella squadra della sua città natale, Équipe Makarem de Mahdia EMM. Ha poi fatto il fotografo e il capo animatore in strutture turistiche nel sud e nel nord Italia.
Nel 2004 ha ottenuto il suo primo ruolo come attore nella miniserie TV Posso chiamarti amore? di Paolo Bianchini. Ha partecipato poi a diverse fiction italiane: Nassiryia - Per non dimenticare, Capri, R.I.S. - Delitti imperfetti. Nel 2007 ha preso parte alla miniserie Liberi di giocare con Pierfrancesco Favino, trasmessa su Raiuno in prima serata, regia di Francesco Miccichè.
Al cinema ha esordito nel 2008 con una parte nel film L'ultimo Pulcinella con la regia di Maurizio Scaparro. Nel 2009 ha recitato in I mostri oggi per la regia di Enrico Oldoini, e poi nel cast del film Il padre e lo straniero con la regia di Ricky Tognazzi.
Nel 2010 è arrivato per lui un ruolo di rilievo nel film I fiori di Kirkuk del regista Fariborz Kamkari, nel quale ha interpretato un colonnello dell'esercito iracheno, ruolo che gli ha valso diversi premi e riconoscimenti tra cui nel 2010, Scrittura e Immagine Chieti Film Festival Premio Flaiano, e nel 2011, il Globo d'oro al miglior attore rivelazione.
Nel 2012 è stato protagonista della pellicola indipendente Carta Bianca, del regista colombiano Andreas Maldonado, film tratto da una storia vera.
Nel 2017, dopo aver interpretato diversi ruoli in serie tv, ha preso parte al film Beirut, per la regia di Brad Anderson con Jon Hamm e Rosamund Pike. Il film è stato presentato al Sundance Film Festival 2018 il 22 gennaio.
Nel 2018 è stato protagonista del film “Greetings from ISIS” di Mehdi Elkhoudy film tratto da una storia vera.
Nello stesso anno è stato protagonista assoluto del film italo-marocchino Catharsys or The Afina Tales of the Lost World, 
presentato in concorso in diversi festival importanti tra cui il Torino Film Festival e il Festival Internazional du Film de Marrakech.
Nel 2020 è protagonista insieme a Claudia Gerini in Burraco fatale, film di Giuliana Gamba.
Nello stesso anno è stato protagonista assoluto del film Codice Karim, prodotto da Lime Film e Rai Cinema.

## Filmografia

### Cinema
- L'ultimo Pulcinella, regia di Maurizio Scaparro (2008)
- I mostri oggi, regia di Enrico Oldoini (2009)
- Il padre e lo straniero, regia di Ricky Tognazzi (2010)
- I fiori di Kirkuk (Golakani Kirkuk - The Flowers of Kirkuk), regia di Fariborz Kamkari (2010)
- Carta bianca, regia di Andres Arce Maldonado (2013)
- Amici come noi, regia di Enrico Lando (2014)
- Noble Earth, regia di Ursula Grisham (2017)
- Beirut, regia di Brad Anderson (2018)
- Dead on Time, regia di Rish Mustaine (2018)
- Catharsys or The Afina Tales of the Lost World , (2018)
- Greeting from ISIS, (2019)
- X-Max,  (2019)
- Burraco fatale, regia di Giuliana Gamba (2020)
- Diversamente, regia di Max Nardari (2021)
- Codice Karim, regia di Federico Alotto (2021)
- Europa, regia di Haider Rashid (2021)

### Televisione
- Posso chiamarti amore?, regia di Paolo Bianchini (2004)
- Nassiriya - Per non dimenticare, regia di Michele Soavi (2006)
- Sottocasa – serie TV, 7 episodi (2006) - Hassan
- Liberi di giocare, regia di Francesco Miccichè (2007)
- Don Matteo – serie TV, episodi 6x3 (2008) - Yussuf
- L'ispettore Coliandro – serie TV, episodi 2x4 (2009) - Vlad Zlato
- Capri – serie TV, 13 episodi (2010) - Abdullah
- R.I.S. Roma - Delitti imperfetti, regia di Fabio Tagliavia - serie TV, episodio 1x10 (2010)
- La ladra – serie TV, episodi 1x6 (2010) - Hafiz
- Un amore e una vendetta – serie TV, 8 episodi (2011) - Hassan
- Anna e Yussef , regia di Cinzia TH Torrini (2014) Tahir
- Fino all'ultimo battito, regia di Cinzia TH Torrini – serie TV, 8 episodi (2021)
- Blanca – serie TV, episodi 2x5 (2023) - Ismail

## Premi e riconoscimenti
- Globo d'oro al miglior attore rivelazione (2011)
- 2021 Migliore Attore Internazionale "Codice Karim"
- 2021 Best Actor al Mantova Lovers Short Film Festival "AMAL"
- 2020 Best Actor al Phlegraean Film Festival "AMAL"
- 2020 Reale Film Festival Miglior attore protagonista "Attacking Rome"
- 2016 Venice Film Festival.Nominated MigrArti Prize. Best Short Film. "Farida"
- Chieti Film Festival Premio Flaianoin che anno?[non chiaro]
- 2011 Poggio Mirteto Filmfestival best Foreign actor
- 2010 Grand Prix International Best Performance in "The Flowers of Kirkuk"